# Magouba Syrtlanova
Magouba Gousseïnovna Syrtlanova (en russe : Магуба Гусейновна Сыртланова ; en tatar : Мәгубә Хөсәен кызы Сыртланова), née le 15 juillet 1912 à Belebeï et morte à Kazan le 1er octobre 1971, est une aviatrice soviétique. Lieutenante-cheffe du 588e NBAP, une escadrille surnommée « les sorcières de la nuit ». Elle reçoit le titre d'Héroïne de l'Union soviétique pour ses prouesses durant la guerre. Elle est de l'ethnie tatare et est membre du Parti communiste de l'Union soviétique depuis 1941,.

## Enfance et éducation
Elle est née le 15 juillet 1912, à Belebeï en Bachkirie, dans l'Empire russe. Elle sort diplômée de l'École de pilotage de Bachalov en 1932 et part rejoindre l'école de planeurs de Tbilissi. Elle s'enrôle dans l'Armée rouge en juillet 1941.

## Carrière militaire
Syrtlanova est déployée le 27 décembre 1942 et effectue sa première mission le 10 février 1943 avec le 588 NBAP, rebaptisé plus tard le 46e régiment de bombardiers de nuit de la garde de Taman. Elle combat en Ciscaucasie, en Biélorussie, dans la péninsule de Taman, en Crimée, en Pologne et en Prusse. A la fin de la guerre, elle a accumulé 928 heures de vol de combat, réalisée 780 sorties, lâché 190 tonnes de bombes sur les territoires ennemis, et échappé à de lourds canons anti-aériens et de mauvaises conditions météorologiques. En raison de la précision de ses bombes, elle réussit à détruire deux gares de chemin de fer, deux projecteurs, trois unités d'artillerie, quatre véhicules blindés, un dépôt de carburant et 85 camps ennemis. Pour ses réussites militaires lui est décernée le titre d'Héroïne de l'Union soviétique le 15 mai 1946,.

## Après-guerre
Après la Seconde Guerre mondiale, elle prend sa retraite militaire et travaille dans une usine de Kazan de 1951 à 1962. Elle meurt le 1er octobre 1971, et est enterrée dans le cimetière Novo-Tatar Sloboda.

## Récompenses
- Héros de l'Union Soviétique[4]
- Ordre de Lénine
- Deux Ordres du Drapeau rouge[5],[6]
- Ordre de la Guerre patriotique dans la 2e Classe[7]
- Ordre de l'Étoile rouge[8]

## Hommages
- Une rue porte son nom à Kazan[9] ainsi que le lycée 52. Il y a un musée avec ses effets personnels à l'intérieur du lycée et un monument en sa mémoire dans la cour[10].
- À Belebeï, l'école no 2 a ouvert un musée en sa mémoire et en la mémoire de son régiment[11]. Une rue porte aussi son nom[12].
- À Belogorsk, un buste du sculpteur Mikhaïl Serdiukov est installé en 2017[13].